# 열혈경파 쿠니오군 번외난투편
《열혈경파 쿠니오군 번외난투편》(熱血硬派くにおくん 番外乱闘編)은 테크노스 저팬이 제작한 게임보이용 진행형 격투 게임이다. 1990년 12월 7일에서 일본에서 처음으로 발매됐다. 표면상으로는 《열혈경파 쿠니오군》의 정식 후속작이나 2등신 등장인물을 비롯해 그래픽은 《다운타운 열혈 이야기》와 유사하다. 스테이지를 차례대로 클리어하는 전형적인 진행형 격투 게임의 구조를 갖췄다.
북미 및 유럽 지역에서는 그래픽을 《더블 드래곤》 시리즈에 맞춰 수정하고 현지화해 1991년 《더블 드래곤 II》(Double Dragon II)라는 제목으로 발매했다. 같은 제목의 아케이드 게임 《더블 드래곤 II》, 혹은 패미컴 게임 《더블 드래곤 II》과는 전혀 상관없고, 겉모습 이외의 게임플레이 내용은 원작 《번외난투편》과 거의 동일하다. 이 판의 배급은 어클레임이 담당했다.